# Юсупов, Ибрагим
Ибрагим Юсупов (каракалп. Ibrayım Yusupov, узб. Ibroyim Yusupov; 5 мая 1929, посёлок Азат, Чимбайский район, Каракалпакская АССР, РСФСР — 24 июля 2008, Нукус, Каракалпакстан, Узбекистан) — советский, каракалпакский и узбекский поэт, писатель, публицист и драматург. Народный поэт Узбекской ССР и Каракалпакской АССР (1975). Герой Узбекистана (2004).
Крупнейший литературный деятель Каракалпакстана, определивший современное направление развития каракалпакской литературы. Автор текста гимна Республики Каракалпакстан. 

## Биография
Ибрагим Юсупов родился 5 мая 1929 года в посёлке Азат Чимбайского района Каракалпакской АССР. 
По одним источникам, отец Ибрагима Юсупова был религиозным деятелем, впоследствии был репрессирован, из мест заключения не вернулся. Со слов старшей дочери Ибрагима Юсупова, отец Ибрагима, Юсуп учился в бухарском медресе и был одним из известных улемов не только в Каракалпакстане, но и в стране. Также, по её словам, из-за своего рода деятельности он подвергся гонениям в начале 30-х годов XX века и умер в тюрьме в Туркменистане, его имущество было конфисковано, а дом где он жил со своей семьёй снесён трактором.
По данным профессора Шарипа Бабашева, крупного специалиста по истории Каракалпакстана XX века, возглавляющего Каракалпакское отделение Благотворительного фонда «Шохидлар хотираси» (Память мучеников), согласно протокола допроса уроженца 5-го аула Чимбайского района Юсупа ахуна Сайекеева от 10 декабря 1930 года, ему было предъявлено обвинение в невыполненном плановом задании по сдаче хлопка-сырца. Несмотря на показания Юсупа ахуна, что неурожай был следствием непригодности выделенной земли для выращивания хлопчатника, отсутствия воды в сезон полива и осенних ранних заморозков погубивших оставшийся урожай, он был приговорён к пяти годам заключения из которого не вернулся. Обстоятельства и место его гибели неизвестны.
Мать Ибрагима, Ханбиби осталась одна с двумя сыновьями и четырьмя дочерьми и он с 13 лет начал работать, помогая матери содержать семью. Несмотря на все объективные трудности, которые выпали на долю семьи оставшейся без кормильца, Ибрагим с раннего возраста занимался самообразованием, прочитал все оставшиеся после отца книги, выучил арабский язык. Благодаря его знаниям и трудолюбию ему вскоре было доверено управление колхозом Чимбайского района. За свою работу он получал два килограмма пшеницы в месяц.
После создания в Нукусе пединститута, из-за нехватки студентов, даже не закончивших среднюю школу принимали на учёбу без экзамена, что дало возможность Ибрагиму получить высшее образование. После завершения обучения в Каракалпакском педагогическом институте в 1949 году, в двадцать лет он начал преподавать студентам в этом высшем учебном заведении, одновременно работая диктором на радиостанции Каракалпакстана. В годы работы Юсупова в институте его пытались обвинить в сокрытии информации об отце. Однако, в результате расследования, было выявлено, что Ибрагим честно изложил в анкете все сведения, касающиеся его ареста. Несмотря на это обстоятельство, было объявлено, что он сожалеет о своём проступке и дело было закрыто. В 1957 году вступил в партию. Проработал в институте преподавателем литературы до 1961 года. 
В разное время занимал должности: главного редактора журнала «Амударья» (1961—1962), научного сотрудника Института языка, литературы и истории Каракалпакского филиала АН СССР (1963—1966), председателя Союза писателей Каракалпакской АССР (1965—1980), главного редактора газеты «Эркин Каракалпакстан» (бывший «Советский Каракалпакстан») (1980—1988), возглавлял каракалпакское отделение Комитета мира (1988–1994), избирался депутатом Верховного Совета Узбекской ССР XII созыва и депутатом  Верховного Совета Каракалпакской АССР 7—10 созывов, входил в состав правления Союза писателей СССР, был секретарём правления Союза писателей Узбекистана.
Был близко знаком и дружил со многими писателями и поэтами, своими современниками —  Чингизом Айтматовым,  Расулом Гамзатовым, Гафуром Гулямом, Ойбеком, Зульфиёй, Камилем Яшеном, Хамидом Гулямом, Азодом Шарафиддиновым, Эркином Вахидовым, Абдуллой Ариповым, Омоном Матжоном.

### В независимом Узбекистане
Ибрагим Юсупов с 1994 по 2000 годы возглавлял Республиканский центр духовности и просвещения.
В 1999 году в газете «Миллий тикланиш» было опубликовано стихотворение Юсупова «Президент», позднее вошедшее в его сборник стихотворений, вышедший в том же году, посвящённое Исламу Каримову. В стихотворении поэт метафорически сравнивает бывшую советскую империю с «огнедышащим семиглавым драконом» охраняющим свободу, представленную томящейся в клетке птицей Хумо, главный герой, уподобляясь Прометею выступает против дракона, чтобы освободить свободу из плена. Каримов в ответ отправил Юсупову письмо, со словами благодарности и пожеланием творческих успехов. 
В 2004 году по случаю очередной годовщины конституции Ислам Каримов присвоил Ибрагиму Юсупову звание Героя Узбекистана с вручением высшей награды государства «Золотая звезда». При вручении награды Каримов назвал Юсупова «одним из видов оружия Узбекистана», также он сказал, что это звание Юсупову должно было быть присвоено уже давно. 
Скончался в 2008 году. Похоронен на кладбище «Шорша Баба» («Сорша») в Нукусе.

### Оценка личности
Ибрагим Юсупов уже будучи главным редактором журнала «Амударья» и несмотря на известность, когда его книги публиковались ежегодно, жил очень скромно. По воспоминаниям старшей дочери поэта Шахзады Юсуповой, в конце 1950-х годов в гости к Юсупову пришёл известный писатель Константин Симонов, который в то время работал в Ташкенте корреспондентом центральной газеты «Правда» (после увольнения с поста главного редактора журнала «Новый мир»). Симонов долго не мог найти ни вешалки, ни даже крючка, чтобы повесить своё пальто, увидев его замешательство Ибрагим Юсупов улыбнулся и бросил его верхнюю одежду на разостланное на циновке одеяло.
Когда из-за плохих погодных условий, самолёт, летевший из Москвы в Киргизию, среди пассажиров которого был Чингиз Айтматов, приземлился в Нукусе, встретить знаменитого киргизского писателя приехал Каллибек Камалов и сразу пригласил его в правительственную резиденцию. Но Айтматов очень высоко ценивший Юсупова, решил воспользоваться ситуацией и попросил отвезти его в дом каракалпакского поэта. Айтматов был поражён увидев дом знаменитого поэта и попросил первого секретаря Каракалпакстана улучшить его жилищные условия. После этого Ибрагиму Юсупову было выделено место для строительства нового дома.

### Семья
- Отец — Юсуп ахун Сайекеев (род. 1876 — дата смерти неизвестна), был арестован 9 декабря 1930 года[15], осуждён на 5 лет за вредительство, из мест заключения не вернулся[7].
- Мать — Ханбиби[2] (годы жизни неизвестны).
- Супруга — Бибизада Джуманазарова (1934—1980), дочь председателя Президиума Верховного Совета Каракалпакской АССР Матеке Джуманазарова[источник не указан 372 дня].
- Дочь — Шахзада Юсупова[6], супруг: Толибай Ибрагимов, аким Канлыкульского района (2002—2014), дети: Султан, Хансулу, Алия[источник не указан 372 дня].
- Сын — Бахрам Юсупов[6], супруга: Роза Рзаева, дочь председателя Президиума Верховного Совета Каракалпакской АССР Камала Рзаева [источник не указан 372 дня].
- Сын — Мадияр Юсупов, заместитель начальника Государственной налоговой управление Каракалпакстана (1991—1997), дети: Аллаяр, Данияр[источник не указан 372 дня].
- Дочь — Арухан Юсупова, дети: Тимур, Зухра[источник не указан 372 дня].
- Дочь — Айжамал Юсупова[16], директор Государственного музея истории и культуры Республики Каракалпакстан[17], дети: Ильяс, Бахаутдин, Айсулу, Айзада[источник не указан 372 дня].

## Творчество
Ибрагим Юсупов — крупнейший каракалпакский поэт и писатель. Исследователи творчества поэта, отмечая художественные достоинства его литературного наследия, сходятся во мнении, что он был явлением в литературе Каракалпакстана, обогатившим её и придавшим ей новый вектор развития. Произведения Ибрагима Юсупова являются прекрасными образцами каракалпакской и узбекской литературы. К ним относятся и былины поэта. Он также был автором ряда очерков и публицистических статей. Писал на каракалпакском, узбекском и русском, опубликовал несколько сборников на кыргызском и туркменском языках.
Автор более тридцати сборников поэзии и прозы. Первое стихотворение поэта каракалп. Watanım («Моя страна») было напечатано в 1946 году. После первой публикации выходят поэтические сборники: каракалп. Baxıt lirikası («Лирика счастья», 1955), каракалп. Kúnshıǵıs jolawshısına («Путнику с Востока», 1959), каракалп. Oylar («Мысли», 1960), каракалп. Jeti asırım («Семь перевалов», 1962), каракалп. Dala ármanları («Степные грёзы», 1966), каракалп. Kewil kewilden suw isher (1971), каракалп. Tumaris (1974), каракалп. Alasatlı dúnya bul («Вдохновение», «Мир, полный забот», 1987), каракалп. Duzlı samallar («Солёные ветра», 1988), каракалп. Kewildegi keń dúnya («Большой мир в сердце», 1989), каракалп. Begligińdi buzba sen… («Не обманывайте ожиданий...», 1995), каракалп. Hárkimniń óz zamanı bar («У каждого есть своё время», 2004). Двухтомные сборники избранных произведений поэта издавались дважды: в 1978–79 и в 1992 годах. Также были опубликованы сборники стихотворений на узбекском: узб. Булоқлар қайнайди (1960), узб. Олтин қирғоқ (1962), узб. Саҳро орзулари (1967), узб. Чўл тўрғайи (1972), узб. Раҳмат сенга, замоним («Спасибо тебе, моё время», 1979), узб. Қоратол (1988), узб. Менинг йигит вақтим, сенинг қиз вақтинг (2009) и русском языке: «Песни горного ручья» (1960), «Меридианы сердца» (1966), «Глаза ящерицы» (1973), «Стихи» (1976), «Звон стремени» (1981), «Стремлюсь всей душой» (1986). 
Автор поэм: каракалп. Joldas muǵallim («Товарищ учитель», 1949), каракалп. Gilemshi hayal haqqında haqıyqatlıq («Правда о ковровщице», 1952), каракалп. Eski fontan ertegi («Сказка о старом фонтане», 1957), каракалп. Aktrisanıń ıǵbalı («Судьба актрисы», 1958), каракалп. Dala ármanları («Степные грезы», 1964), каракалп. Qaraqalpaq haqqında sóz («Слово о каракалпаках», 1977), каракалп. Tumaris («Томирис», 1979), каракалп. Búlbúl uyası («Гнездо соловья», 1987) и других.  
Большое влияние на творчество Ибрагима Юсупова оказала русская классическая литература, сам поэт в своих произведениях называл её «матерью-наставницей». Он посвятил несколько стихотворений Пушкину и Лермонтову: «Певцу свободы» (1948), «В доме, где жил Лермонтов» (1952), «Пушкину» (1971), «Поэт» (1974), «В аллее Анны Керн» (1974).
Известен также как писатель и драматург, в 1963 году вышел его сборник рассказов, очерков и научно-популярных статей под названием каракалп. Ғарры туттағы гүз («Осень у старого тутовника»). Ибрагим Юсупов автор пьесы каракалп. Qırq qız («Сорок девушек», совместно с А. Шомуратовым), комедии каракалп. Ómirbek laqqı («Омирбек шутник»,1966), драмы каракалп. Mángi bulaq (1986) и либретто оперы Ажинияз (1973). 
Является автором ряда статей по литературоведению, посвящённых спорным проблемам поэзии и вопросам художественного перевода. Как публицист он внес большой вклад в становление современного каракалпакского литературоведения. Наиболее значимые публицистические очерки — «Разговор о лирике» (1956), «Поэзия Каракалпакии после войны» (1956), «Народный поэт Аббоз Добилов» (1958), «Орфей степи» (1957), «Махтумкули и каракалпакская литература» (1957), «Каракалпакстан — вторая поэтическая родина Махтумкули» (1958), «О некоторых недоразумениях при переводе произведений Махтумкули» (1983). Один из авторов учебника «Каракалпакская советская литература» для 10 класса и пединститута.
Перевел на каракалпакский язык произведения Алишера Навои, газели Хафиза, рубаи Омара Хайяма, произведения Пушкина, Лермонтова, Шевченко, Байрона, Гёте, Гейне, Шиллера, сонеты Шекспира. 
Произведения поэта переведены на узбекский, русский, киргизский, туркменский, казахский, украинский, белорусский, грузинский, латышский, болгарский и другие языки.

### Оценка творчества
Известные литераторы, современники Ибрагима Юсупова высоко ценили его творчество. Расул Гамзатов назвал его «поэт, исцеляющий души», а Кайсын Кулиев считал его «пророком поэзии тюркоязычных народов, наряду с Навои и Махтумкули». Народный писатель Каракалпакстана Оразбай Абдирахманов называл Юсупова «Бердахом XX века».
Высокую оценку произведений Юсупова дал Чингиз Айтматов который говорил о каракалпакском поэте: 
Я люблю каракалпакский народ и его великого сына Ибрагима Юсупова. Поэзия – очень сложная вещь. Чтобы её прочувствовать, её нужно понимать на языке оригинала. Я читаю стихи Ибрагима Юсупова в переводе. И даже в переводе стихи этого человека поражают и восхищают. К сожалению, я не могу их прочитать в подлиннике... Если бы Ибрагим Юсупов попытал счастья в прозе, одному Богу известно, на что был бы способен этот человек. Если бы он когда-нибудь решил это сделать, то смог бы взлететь до высоты великих гениев, таких как Эрнест Хемингуэй и Рабиндранат Тагор.

## Память
- В Ташкенте, на Аллее литераторов в Национальном парке Узбекистана был установлен памятник поэту[18].
- В Нукусе установлен памятник Ибрагиму Юсупову[19].
- В 2022 году в Нукусе, президентом Шавкатом Мирзиёевым, была открыта специализированная школа-интернат имени Ибрагима Юсупова[20].

12 декабря 2022 года в Ферганском государственном университете состоялась международная научно-практическая конференция, посвященная деятельности поэта.

## Награды
- Герой Узбекистана (25.08.2004)[11]
- Орден «Эл-юрт Хурмати» (04.05.1999)[22]
- Орден «Дустлик»[9]
- Орден Трудового Красного Знамени (04.05.1979)[23]
- Медаль «За трудовое отличие» (18.03.1959)[24]
- Народный поэт Узбекской ССР (1975)[1]
- Народный поэт Каракалпакской АССР (1975)[1]
- Заслуженный деятель искусства Каракалпакской АССР (1964)[8]
- Лауреат Государственной премии им. Бердаха (1974)[1][25]
- Почётная грамота Президиума Верховного Совета Узбекской ССР[8]

### Переводы (наиболее значительные)
- В. Маяковский. Ленин / пер. И. Юсупова. — Нукус: Каракалпакстан, 1957, 1969.
- М. Лермонтов. Мцыри /  пер. И. Юсупова. — Нукус: Каракалпакстан, 1960.
- Т. Шевченко. Катерина /  пер. И. Юсупова. — Нукус: Каракалпакстан, 1964.
- М. Ф. Ахундов. Восточная поэма /  пер. И. Юсупова. — журнал «Амударья», 1966.
- А. С. Пушкин. Стихи / пер. И. Юсупова. — в разные годы.
- В. Шекспир. Сонеты / пер. И. Юсупова. — в разные годы.
- Ногайские народные песни / 4 сборника на русском языке / 4 сборника на узбекском языке / 1 сборник на киргизском языке /  пер. И. Юсупова. М.: ГИЗ, 1969[8].